# スティーライ・スパン
スティーライ・スパン（Steeleye Span）は、イギリスのフォークロック・バンド。元フェアポート・コンヴェンションのアシュリー・ハッチングスを中心に結成され、1970年にデビュー。イギリスの伝承音楽にエレクトリックギターを取り入れた音楽性。メンバー・チェンジを繰り返しながらも、現役バンドとして活動中。

## 来歴

### 結成 - 1970年代
フェアポート・コンヴェンションを脱退したアシュリー・ハッチングスは、1969年、イングランド人夫婦のマディ・プライヤーとティム・ハート、アイルランド人夫婦のテリー・ウッズ（元スウィニーズ・メン）とゲイ・ウッズと共にスティーライ・スパンを結成。フェアポート・コンヴェンションと同様、エレクトリックギターを用いたトラッドを指向したが、スティーライ・スパンは、ドラマーを含まない編成を特徴としていた（ただし、デビュー・アルバムではフェアポート・コンヴェンションのドラマーであるデイヴ・マタックスがゲスト参加）。
バンドは、イングランド南西部のウィルトシャーで共同生活をしながら活動し、1970年にデビューを果たすが、間もなくウッズ夫妻が脱退。2人はウッズ・バンドやゲイ&テリー・ウッズ名義で活動し、テリーは後にザ・ポーグスの正式メンバーとなる。バンドはマーティン・カーシーとピーター・ナイトを迎えて活動を続け、セカンド・アルバム『プリーズ・トゥ・シー・ザ・キング』（1971年）で、全英アルバム・チャートへのチャート・インを果たす（最高45位）。しかし、次作『テン・マン・モップ、あるいはリザーヴァー・バトラー氏捲土重来』（1972年）を最後に、アシュリーとマーティンの2人が脱退。
リック・ケンプとボブ・ジョンソンを加えた編成で、2枚のアルバムを発表した後、スティーライ・スパンは、同バンド史上初のドラマーとしてナイジェル・ピーグラムを迎えて6人編成となる。バンドはロック色を強め、ナイジェル在籍時としては第1弾のアルバム『トーマス・ザ・ライマー』（1974年）は、デヴィッド・ボウイがサックスでゲスト参加。更に、1975年発表の8作目『オール・アラウンド・マイ・ハット』は、全英7位に達するヒット作となり、タイトル曲もシングル・カットされて全英5位に達した。
1976年にはボブ・ジョンソンとピーター・ナイトが脱退。その後、ジョン・カークパトリックが加入し、また、1972年に脱退したマーティン・カーシーが復帰した編成で『Storm Force Ten』（1977年）を発表するが、1978年には一度解散。同年、マディ・プライヤーは初のソロ・アルバム『Woman in the Wings』発表。

### 1980年代以降
解散からわずか2年後の1980年、スティーライ・スパンは1974年から1976年にかけてのラインナップ（マディ・プライヤー、ティム・ハート、ピーター・ナイト、ボブ・ジョンソン、リック・ケンプ、ナイジェル・ピーグラム）と同じ編成で再結成。第1弾アルバム『Sails of Silver』（1980年）は、トラッド・ソングが中心だった従来の路線とは異なり、バンドのオリジナル曲の比重が増した内容。その後もメンバー・チェンジが続き、1982年にはティムが脱退、オリジナル・メンバーはマディ1人となる。1995年、テリー・ウッズを除く歴代メンバー全員が集まってツアーを行うが、1997年にマディが脱退（2002年に復帰）。

## メンバー

### オリジナル・メンバー
- マディ・プライヤー - ボーカル、バンジョー、パーカッション

在籍期間：1969年 - 1978年、1980年 - 1997年、2002年 -
- ティム・ハート - ボーカル、ギター、バンジョー、マンドリン、ダルシマー、ヴァイオリン他

在籍期間：1969年 - 1978年、1980年 - 1982年
- アシュリー・ハッチングス - ボーカル、ベース

在籍期間：1969年 - 1972年
- テリー・ウッズ - ボーカル、ギター、マンドリン他

在籍期間：1969年 - 1970年
- ゲイ・ウッズ - ボーカル、オートハープ、バウロン他

在籍期間：1969年 - 1970年、1995年 - 2001年

### その他
- マーティン・カーシー - ボーカル、ギター、バンジョー、オルガン他

在籍期間：1971年 - 1972年、1977年 - 1978年
- ピーター・ナイト - ボーカル、ヴァイオリン、バンジョー、マンドリン他

在籍期間：1971年 - 1977年、1980年 -
- ボブ・ジョンソン - ボーカル、ギター

在籍期間：1972年 - 1977年、1980年 - 2002年
- リック・ケンプ - ボーカル、ベース

在籍期間：1972年 - 1978年、1980年 - 1986年、2000年 -
- ナイジェル・ピーグラム - ドラムス、パーカッション、オーボエ、フルート他

在籍期間：1974年 - 1978年、1980年 - 1989年
- ジョン・カークパトリック - ボーカル、アコーディオン

在籍期間：1977年 - 1978年
- ティム・ハリーズ - ボーカル、ベース

在籍期間：1988年 - 2001年
- リアム・ゲノッキー - ドラムス

在籍期間：1989年 -
- ケン・ニコル - ボーカル、ギター

在籍期間：2002年 -

## ディスコグラフィ

### スタジオ・アルバム
- 『ハーク! ザ・ヴィレッジ・ウェイト』 - Hark! The Village Wait (1970年) ※旧邦題『スティールアイ・スパン』
- 『プリーズ・トゥ・シー・ザ・キング』 - Please to See the King (1971年) ※旧邦題『スティーライ・スパンII』
- 『テン・マン・モップ、あるいはレザヴォア・バトラー氏捲土重来』 - Ten Man Mop, or Mr. Reservoir Butler Rides Again (1972年)
- 『ビロウ・ザ・ソルト』 - Below the Salt (1972年)
- 『パーセル・オブ・ローグス』 - Parcel of Rogues (1973年)
- 『トーマス・ザ・ライマー』 - Now We Are Six (1974年)
- 『コモナーズ・クラウン』 - Commoners Crown (1975年)
- 『オール・アラウンド・マイ・ハット』 - All Around My Hat (1975年)
- Rocket Cottage (1976年)
- Storm Force Ten (1977年)
- Sails of Silver (1980年)
- Back in Line (1986年)
- Tempted and Tried (1989年)
- Time (1996年)
- Horkstow Grange (1998年)
- Bedlam Born (2000年)
- Present--The Very Best of Steeleye Span (2002年)
- They Called Her Babylon (2004年)
- Winter (2004年)
- Bloody Men (2006年)
- Cogs, Wheels and Lovers (2009年)[4]
- Wintersmith (2013年)
- Dodgy Bastards (2016年)
- Est'd 1969 (2019年)

### ライブ・アルバム
- Live at Last (1978年)
- On Tour (1982年) ※オーストラリア限定リリース[1]
- Tonight's the Night...Live (1992年)
- The Collection: Steeleye Span in Concert (1994年)
- The Journey (1999年)
- Live In Nottingham (2003年)
- Folk Rock Pioneers in Concert (2006年)
- Live at a Distance (2009年)
- Now We Are Six Again (2011年)